# Rocha (Friol)
Rocha (llamada oficialmente San Cosmede de Rocha) es una parroquia española del municipio de Friol, en la provincia de Lugo, Galicia.

## Otras denominaciones
La parroquia también es conocida por el nombre de San Cosme de Rocha.

## Organización territorial
La parroquia está formada por cinco entidades de población:
- Alto (O Alto)
- Carregal (O Carregal)
- Casanova (A Casanova)
- Malpica
- Reguela (A Regoela)

## Demografía
| Gráfica de evolución demográfica de Rocha entre 2000 y 2019 |
|                                                             |
| Datos según el nomenclátor publicado por el INE.            |